# Óscar Pino
Óscar Pino Hinds (26 de octubre de 1993), es un luchador cubano de lucha grecorromana. Consiguió una medalla de oro en Campeonato Panamericano de 2016.